# 赵神祐
赵神祐，為清末谢家福虚构的南宋第一代皇帝宋高宗赵构的第二皇女。
赵神祐被祖父宋徽宗封为康二宗姬，因为当时其父赵构是康王。靖康之变时，赵神祐四岁，与姐姐赵佛祐被金国人掳走北行，入洗衣院，不知所踪。